# Vaşa
Vaşa är en ort i Azerbajdzjan.   Den ligger i distriktet İsmayıllı Rayonu, i den centrala delen av landet, 140 km väster om huvudstaden Baku. Vaşa ligger 1 536 meter över havet och antalet invånare är 165.
Terrängen runt Vaşa är kuperad åt nordost, men åt sydväst är den bergig. Närmaste större samhälle är Arakit, 4,9 km sydost om Vaşa. 
Trakten runt Vaşa består i huvudsak av gräsmarker. Runt Vaşa är det ganska glesbefolkat, med 34 invånare per kvadratkilometer.